# Scaptia collaris
Scaptia collaris är en tvåvingeart som först beskrevs av Philippi 1865.  Scaptia collaris ingår i släktet Scaptia och familjen bromsar. Inga underarter finns listade i Catalogue of Life.